# Josef Straka (básník)
Josef Straka (* 1. prosince 1972 Jablonec nad Nisou) je český básník, prozaik, organizátor kulturního života a psycholog.

## Život
Vystudoval psychologii na Filozofické fakultě Univerzity Karlovy, na tamějším Psychologickém ústavu FF UK posléze působil jako odborný asistent se zaměřením na ekonomickou psychologii, psychologii práce a organizace, věnoval se zejména psychologickým aspektům globalizace nebo turismu. Od roku 2006 je externím spolupracovníkem ústavu.
Mezi lety 2004 a 2008 byl redaktorem literárního časopisu Weles, v současnosti pracuje jako knihovník v Městské knihovně v Praze. Jako dramaturg a moderátor se podílí na množství výtvarných a především literárních akcí, např. na mezinárodním festivalu Den poezie.
Jeho texty se často pohybují na pomezí poezie a prózy, mají zpravidla syrové, melancholicky existenciální ladění. Některé, např. poslední kniha Cizí země, zasazená do roku 1994, prozrazují autorovu levicovou orientaci, spojenou s kritikou kapitalismu a globalizace. Strakovy texty byly přeloženy do šestnácti jazyků, např. angličtiny, němčiny, španělštiny, srbštiny nebo arabštiny.

## Dílo
- Straka, J. Cizí země. 2018.
- Straka, J. Malé exily. 2014.
- Straka, J. Kostel v mlze. 2008.
- Straka, J. Město Mons. 2005.
- Straka, J. Hotel Bristol. 2004.
- Straka, J. Proč. 1995.